# Millennium Drum and Bugle Corps
MillenniuM è una gruppo artistico musicale diretto da Nicola Regonesi e Alice Gelpi.
 
La MillenniuM è composta da drumline (linea di percussioni, Snare, Tenor e Bass) e ColorGuard (persone che danzano con l’utilizzo di bandiere, fucili e spade dando colore alla musica).

Ad oggi il gruppo conta 25 persone tutte under 30.
L’obiettivo di MillenniuM è quello di presentare un spettacolo, composto da una parata e un concerto, da portare in giro per le piazze, paesi ed eventi di tutta Italia.

## Storia
Nell'ottobre del 1991, su idea dell’allora direttore Giovanni Regonesi, nasce la "Happy Hubbub Marching Drums Band", formazione costituita da sole percussioni e color guard.
Il 1997 segna una tappa fondamentale della storia del gruppo. A quella che era la formazione iniziale di sole percussioni e bandiere si aggiunge un'intera sezione, i fiati. Così si avvicina al modello delle Marching Band americane.
Il risultato è sorprendente; dopo un solo anno vengono ufficialmente presentati al pubblico diversi spettacoli:
- Drill show Percussion (esibizione della Happy Hubbub)
- Spettacolo Winter Guard (esibizione delle ColorGuard)
- Drill show Happy Hubbub & Blue Shaker (esordio ufficiale del progetto marching-band con l'esibizione, insieme a color guard e percussioni, della nuova sezione fiati)

In un paio di anni la Marching Band riesce a darsi una nuova immagine, con divisa e accessori ridisegnati. È necessario quindi cambiare anche il nome e sull'onda del nuovo millennio nasce la MillenniuM Marching Band. Da qui parte il lungo cammino del gruppo che già dopo un anno dalla sua nuova fondazione prende parte al Campionato Mondiale di Marching Bands a Potsdam/Berlino in Germania, ottenendo risultati tanto sorprendenti.
Grazie all'aiuto di istruttori internazionali di altissimo livello, MillenniuM decide quindi di intraprendere una nuova strada, convertendo il gruppo da marching band a Drum Corps. Nasce quindi, dopo 15 anni dalla nascita del gruppo, il primo "Drum & Bugle Corps" italiano.
Dal 2006 al 2017 MillenniuM partecipa a numerose competizioni sia Europee che Mondiali, vantando la partecipazione in molti Paesi. 

Dalle parate ai concerti tra il Giappone, Corea del Sud, Cina, Danimarca, Germania e molti altri paesi, MillenniuM ha ottenuto ottimi riscontri sia da parte dei giudici sia da parte del pubblico.
Nel 2018 Millennium subisce uno notevole cambio generazionale. Inizia quindi un periodo di transizione studiando un nuovo spettacolo da presentare al pubblico. Nel frattempo la nostra sezione di ColorGuard prende parte alle competizioni Europee invernali (CGN- ColorGuardNetherlands). 

Con l’aiuto fondamentale del nostro istruttore Americano John Leonard (istruttore attuale dei The Cavaliars e coreografo del The Metropolitan Opera di New York) le nostre ragazze hanno ottenuto un ottimo risultano classificandosi quarte nella categoria regionale nel 2018 e quinte, sempre nella categoria regionale, nel 2019.
Nel 2020 MillenniuM, come tutto il mondo, subisce lo stop causato dal Covid-19 ma questo non ha fermato le menti di Nicola e Alice.
Così nel 2021 appena il mondo ha riaperto le porte decidono di riorganizzare il gruppo tornando a una formazione più ridotta, composta solo da Drumline e ColorGuard. 

Iniziano subito i primi servizi nelle città limitrofe e Millennium ottiene subito un notevole apprezzamento da parte del pubblico.
Col passare del tempo il progetto si allagare decidendo di inserire anche un sistema di amplificazione audio. Quindi Nicola, con l’aiuto del Produttore OkGiorgio (Giorgio Pesenti), iniziano a creare delle basi musicali a misura. 

Ad oggi lo spettacolo è un mix di brani pop (tra cui Bruno Mars e Dualipa) e cadenze (alcune scritte completamente da Nicola).
Ad oggi il gruppo, con la nuova formazione, ha preso parte a diversi eventi importanti, tra cui:

-concerto radio Italia 2022

-concerti pinguini tattici nucleari tour 2022

-Visionary day

E molti altri eventi tra le città italiane.

## Componenti
Oggi la Millennium è composta da 25 persone tra percussioni e colorguard. 
Tutti i componenti di MillenniuM sono studenti o lavoratori tra i 15 e i 30 anni.
Se inizialmente questi musicisti provenivano direttamente da Verdello e dai dintorni, con il passare del tempo si sono aggiunti all'organico dei componenti provenienti da fuori provincia o, addirittura, da fuori regione.

## Drill-show e risultati ottenuti

### 2001 - MillenniuM Meadley
Punteggi:
- Finale Campionato Mondiale WAMSB 2001: 5º posto assoluto (88,7 punti) e 1º posto nella Second Division Open A[1]

### 2002 - Music form "Riverdance"
Punteggi:
- Finale Campionato Mondiale WAMSB 2002: 8º posto assoluto (88,3 punti) e 1º posto nella First Division Open A[2]

### 2003 - Music from "Gladiator"
Punteggi:
- Finale Campionato Mondiale WAMSB 2003: 6º posto assoluto (89,7 punti) e 1º posto nella First Division Open A[3]

### 2004-2005 - Elevations
Punteggi:
- Campionato italiano IMSB 2004: 1º posto - Campioni d'Italia (87,2 punti)
- Finale Campionato Mondiale WAMSB 2004: 7º posto (89,9 punti)[4]
- Campionato italiano IMSB 2005: 1º posto - Campioni d'Italia

### 2006 - The Eternal Cyrano
Punteggi:
- Campionato italiano IMSB 2006: 1º posto - Campioni d'Italia (89,1 punti)
- Finale Campionato Mondiale WAMSB 2006: 9º posto assoluto (90,05 punti) e 1º posto nella First Division Open A[5]

### 2007 - 1492: Mondus Novus
Punteggi:
- Campionato italiano open IMSB 2007: 2º posto open - 1º posto italiano - Campioni d'Italia (90,8 punti)
- DCE European Championship prelims: 7º posto - (79,35 punti)[6]
- DCE European Championship finals: 8º posto - (77,70 punti)[6]

### 2008 - Inferno di Dante
Punteggi:
- WAMSB International Championships: 2º posto (90,4 punti)
- Campionato italiano IMSB 2008: 1º posto - Campioni d'Italia (71,6 punti)
- DCE European Championship prelims: 6º posto - (74,50 punti)[7]
- DCE European Championship finals: 6º posto - (75,50 punti)[7]

### 2009 - Lux
Punteggi:
- Finale Campionato Mondiale WAMSB 2009: 9º posto (86,19 punti)
- World Music Contest 2009: 13º posto (1185 punti)[8]
- DCE European Championship prelims: 7º posto - (73,60 punti)[9]
- DCE European Championship finals: 7º posto - (74,05 punti)[9]

### 2010 - Imperator
Punteggi:
- DCE European Championship prelims: 8º posto - (70,90 punti)[10]
- DCE European Championship finals: 8º posto - (72,45 punti)[10]

### 2011 - Blue Dream
Punteggi:
- DCE European Championship prelims: 8º posto - (71,20 punti)[11]
- DCE European Championship finals: 9º posto - (71,20 punti)[11]

### 2012 - trasferta in Cina
Ospiti alla manifestazione della musica in Beijing-Pechino Cina

### 2013 - Vodoo
Finale Campionato Mondiale WAMSB Tokyo Giappone: 7º posto

### 2015 - Tarot
Finale campionato italiano San Felice sul Panaro Italia 
Finale campionato DCE Ranstede Germania
Finale Campionato Mondiale WAMSB Copenaghen Danimarca

### 2016 - Casanova
Finale campionato DCE Kerkrade Paesi Bassi

### 2018 - A fine line
Finale campionato invernale CGN Eindhoven Paesi Bassi

### 2019 - Spell
Finale campionato invernale CGN Almere Paesi Bassi
Finale campionato invernale CGN Eindhovem Paesi Bassi